# Букча (Лельчицкий район)
Букча (бел. Букча) — деревня в составе Букчанского сельсовета Лельчицкого района Гомельской области Беларуси. Административный центр Букчанского сельсовета.
На юге граничит с Букчанским биологическим клюквенным заказником, на севере урочище Зачимеричье, на северо-востоке урочище Гащище.

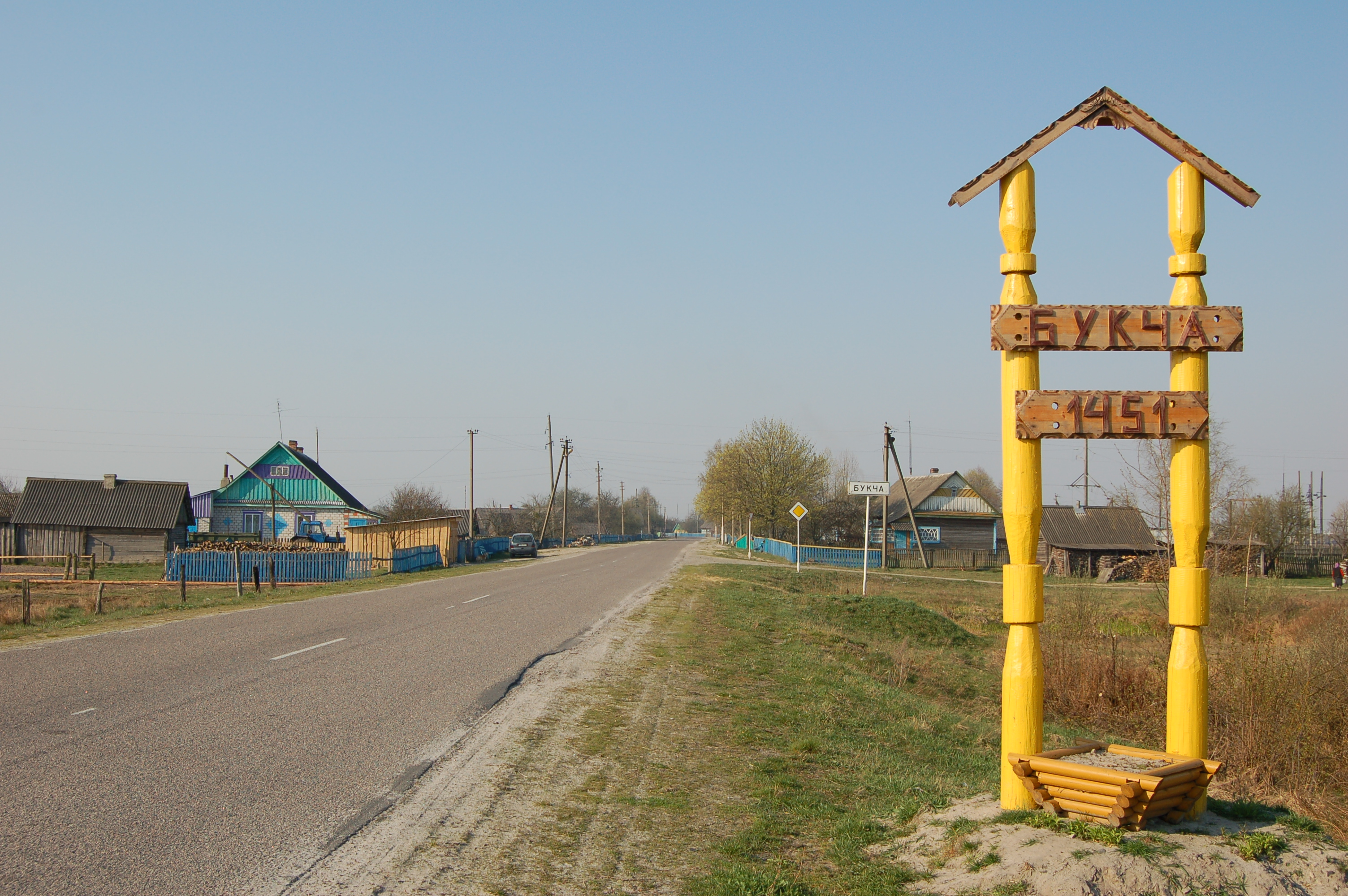
Букча — въезд в деревню

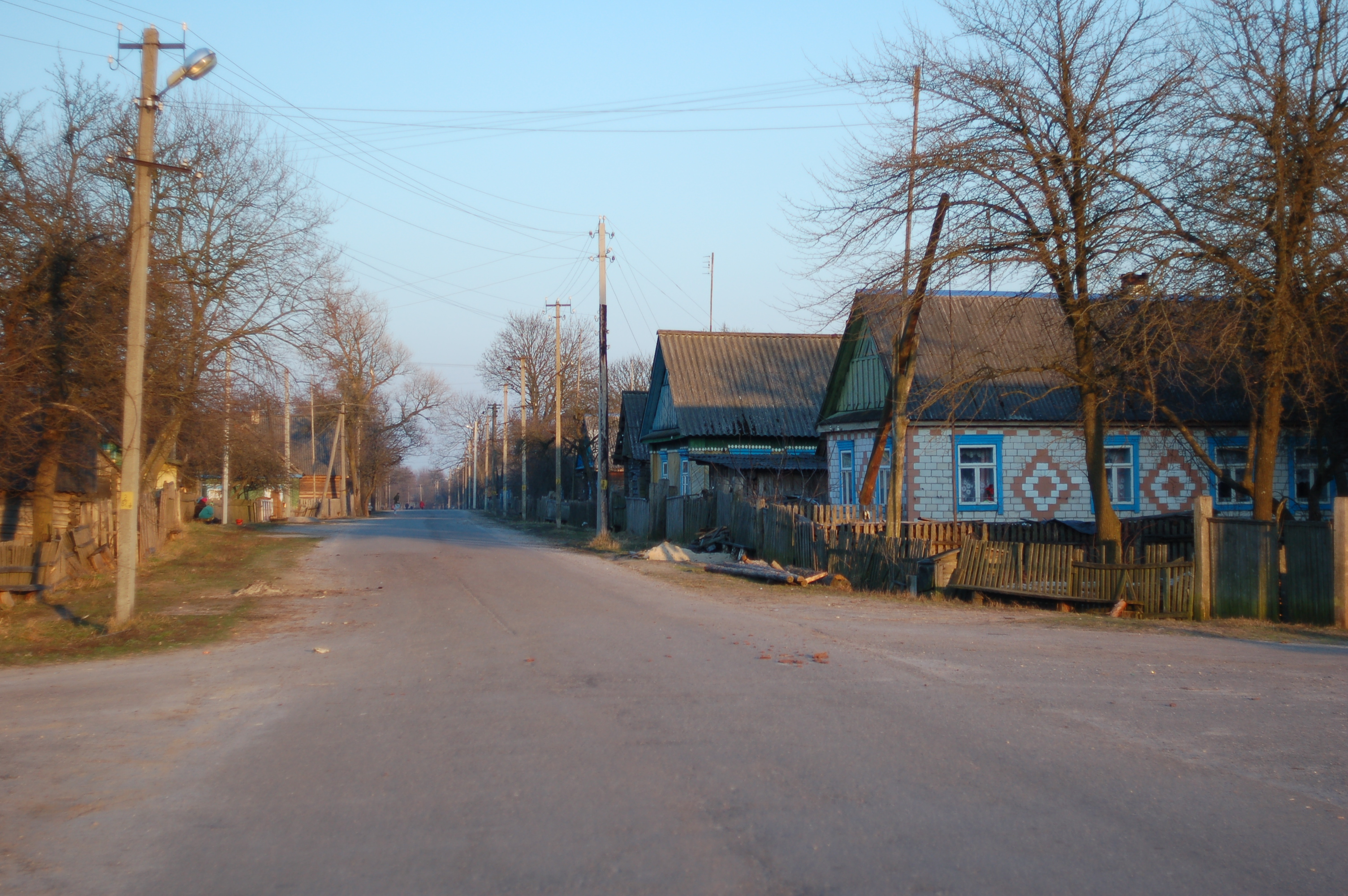
Букча — центральная улица

## География

### Расположение
В 65 км на запад от Лельчиц, 280 км от Гомеля, 55 км от железнодорожной станции Житковичи (на линии Лунинец — Калинковичи).

### Гидрография
На западе мелиоративные каналы.

## Транспортная сеть
Автодорога связывает деревню с Лельчицами. Планировка состоит из прямолинейной почти широтной улицы, к которой с севера присоединяется короткая улица. На востоке и юго-востоке обособленные участки деревни. Застроена двусторонне, преимущественно деревянными крестьянскими усадьбами.

## История
Первое письменное упоминание о деревне датируется 24 сентября 1451 года: "Великий князь Литовский Свидригайло выделяет со своего личного владения Туровской земли села Рычов, Букча и Приболовичи и дарит князю Михаилу Васильевичу «до живота с переходом потом жене, детям и родственникам». Согласно письменным источникам известна с XVI века как деревня в Трокском воеводстве, с 1565 года в Брестском воеводстве Великого княжества Литовского, шляхетская собственность. Длительное время находилась во владении Потоцких.
После 2-го раздела Речи Посполитой (1793 год) в составе Российской империи. Согласно ревизских материалов 1834 года во владении графини М. Мостовской. В 1866 году работала Воскресенская церковь. В 1875 году дворянин Обухович владел в деревне и фольварке 31 014 десятинами земли и водяной мельницей. В 1885 году село. В 1894—1916 годах в окрестности действовала Западная мелиоративная экспедиция. Согласно переписи 1897 года действовали церковь, хлебозапасный магазин, кузница, трактир, в Тонежской волости Мозырского уезда Минской губернии. В 1908 году рядом располагался фольварк. В 1910 году открыта школа, которая разместилась в наёмном крестьянском доме, а в начала 1920-х годов для неё выделено национализированное здание. Летом 1915 года от умышленного поджога в поместье Букча выгорел большой лесной массив, который принадлежал князю М. А. Романову (брату царя Николая II).
Согласно отчетным сведениям по народному просвещению, 1 октября 1907 г. было открыто Букчанское земское училище, которое размещалась в наемном крестьянском доме, а в начала 1920-х для её выделено национализированное здание. Первыми учителями были Иван Журавский (1907—1910) и Лидия Шикуть (1910—1913). 
С 20 августа 1924 года центр Букчанскага сельсовета Туровского, с 17 апреля 1962 года Лельчицкого, с 25 декабря 1962 года Мозырского, с 6 января 1965 года Лельчицкого районов Мозырского (до 26 июля 1930 года и с 21 июня 1935 года по 20 февраля 1938 года) округа, с 20 февраля 1938 года Полесской, с 8 января 1954 года Гомельской областей.
7 сентября 1929 г. организован колхоз «Красный пограничник» во главе с Ильёй Дарашкевичем, действовали шерсточесальня, лесничество. Во время Великой Отечественной войны в районе деревни активно действовали партизаны, в их числе партизанское соединение С. А. Ковпака. 14 партизан этого соединения погибли в боях с оккупантами, похоронены в братской могиле в центре деревни. В январе 1943 года каратели сожгли деревню и убили 73 жителей. Согласно переписи 1959 года центр колхоза «Красный пограничник». Расположены лесничество, отделение химлесхоза и леспромхоза, швейная и сапожная мастерские, средняя школа, Дом культуры, библиотека, фельдшерско-акушерский пункт, детские ясли-сад, ветлечебница, отделение связи, 5 магазинов.
В состав Букчанскага сельсовета до 1993 года входила деревня Синьков (не существует).
В 2017 году в деревне имеется: церковь, магазины, 3 лесничества, отделение ОАО «Приболовичи», Букчанский детский сад — средняя школа (учится 60 учеников и 12 воспитанников детского сада), сельская библиотека, почтовое отделение связи, автоматическая телефонная станция, фельдшерско-акушерский пункт, пожарный аварийно-спасательный пост, трансформаторная подстанция, комплексный приёмный пункт, этнографический музей.

## Население

### Численность
- 2017 год — 235 хозяйств, 550 жителей.

### Динамика
- 1795 год — 35 дворов, 274 жителя.
- 1866 год — 46 дворов.
- 1885 год — 47 дворов.
- 1897 год — 103 двора, 618 жителей (согласно переписи).
- 1908 год — 128 дворов, 815 жителей, в фольварке 5 дворов 18 жителей.
- 1917 год — 916 жителей.
- 1925 год — 167 дворов.
- 1940 год — 220 дворов.
- 1959 год — 1237 жителей (согласно переписи).
- 2004 год — 318 хозяйств, 846 жителей.
- 2017 год — 235 хозяйств, 550 жителей.

## Культура
- Дом культуры
- Этнографический музей ГУО "Букчанская средняя школа" (1994)

## События и мероприятия
- 22 мая 2023 года Букча приняла эстафету вдоль государственной границы, посвящённую 105-летию пограничной службы Беларуси[1]

## Достопримечательность
- Свято-Воскресенская церковь (нач. 2000 г.), ул. Ленинская, 73

#### Памятник, скульптура
- Памятник В. И. Ленину
- Памятники погибшим в годы войны, ул. Ленинская
- Памятный знак в честь воинов-пограничников. Установлен в честь пограничников 3-й Букчанской пограничной комендатуры 18-го Житковичского погранотряда, которые принимали участие и проявили мужество в оборонительных боях по защите Турова, станции Копцевичи, деревень Муляровка, Акрионы и Коржовка[2].

Утраченное наследие
- Воскресенская церковь (ок. 1745 г.)